# Cantonul Amiens-4 (Est)
Cantonul Amiens 4e (Est) este un canton din arondismentul Amiens, departamentul Somme, regiunea Picardia, Franța.

## Comune
| Comune   | Populație (1999) | Cod poștal | Cod INSEE |
| -------- | ---------------- | ---------- | --------- |
| Amiens   | 135 501 (1)      | 80000      | 80021     |
| Camon    | 4 366            | 80450      | 80164     |
| Longueau | 5 220            | 80330      | 80489     |